# Hristo Zlatanov
 (août 2017).
Si vous disposez d'ouvrages ou d'articles de référence ou si vous connaissez des sites web de qualité traitant du thème abordé ici, merci de compléter l'article en donnant les références utiles à sa vérifiabilité et en les liant à la section « Notes et références ».
Hristo Zlatanov (né le 21 avril 1976 à Sofia) est un joueur italo-bulgare de volley-ball. Il mesure 2,01 m et joue réceptionneur-attaquant. Il totalise 142 sélections en équipe d'Italie.

## Biographie
Il est le fils de Dimitar Zlatanov, ancien joueur international bulgare de volley-ball. Le 22 février 2014, lors du match de championnat opposant Piacenza à Latina, il a dépassé la marque des 9000 points marqués en carrière, ce qui constitue le record du championnat d'Italie.

## Clubs
| Club                 | De        | À         |
| -------------------- | --------- | --------- |
| Volley Gonzaga Milan | 1993-1994 | 1993-1994 |
| Porto Ravenne Volley | 1994-1995 | 1995-1996 |
| Rome Volley          | 1996-1997 | 1997-1998 |
| Palerme Volley       | 1998-1999 | 1999-2000 |
| Volley Milan         | 2000-2001 | 2002-2003 |
| Pallavolo Piacenza   | 2003-2004 | …         |

## Palmarès
- Ligue mondiale (2)
  - Vainqueur : 1997, 1999
  - Finaliste : 2003
- Ligue des champions
  - Finaliste : 1995, 2008
- Coupe de la CEV
  - Vainqueur : 1999
  - Finaliste : 1996, 2004, 2007
- Coupe des coupes puis Top Teams Cup (1)
  - Vainqueur : 2006
  - Finaliste : 1994
- Championnat d'Italie (1)
  - Vainqueur : 2009
  - Finaliste : 1994, 2001, 2004, 2007, 2008, 2013
- Coupe d'Italie (1)
  - Vainqueur : 2014
  - Finaliste : 2006
- Supercoupe d'Italie (1)
  - Vainqueur : 2009
- Jeux Olympiques (1)
  - Quatrième : Pékin 2008[2]